# هوردوک، استان لویو
شهر هوردوک (به روسی: Городок) در استان لویو در کشور اوکراین واقع شده‌است. جمعیت این شهر ۱۶٬۰۸۲ نفر است.

## نگارخانه

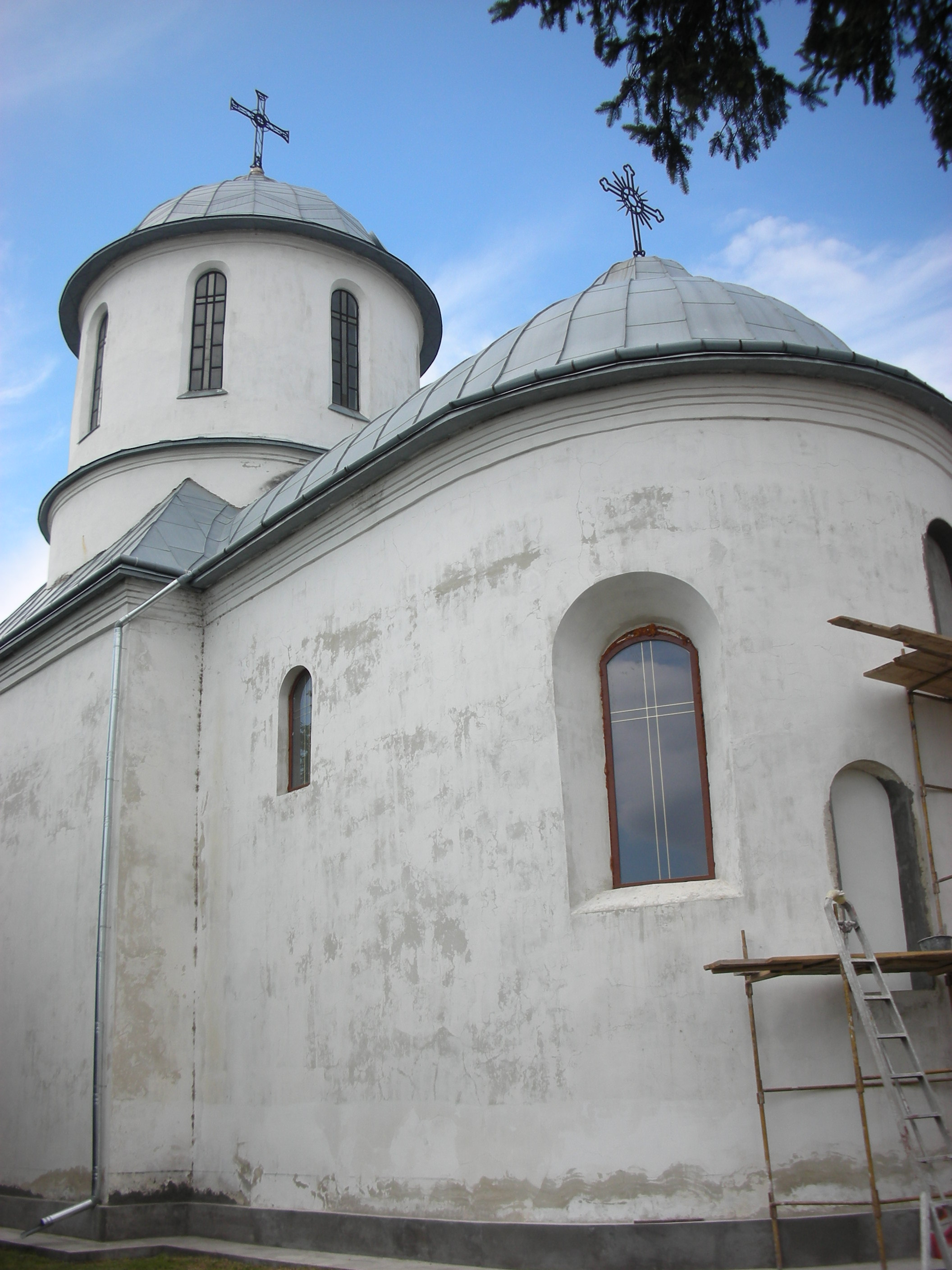
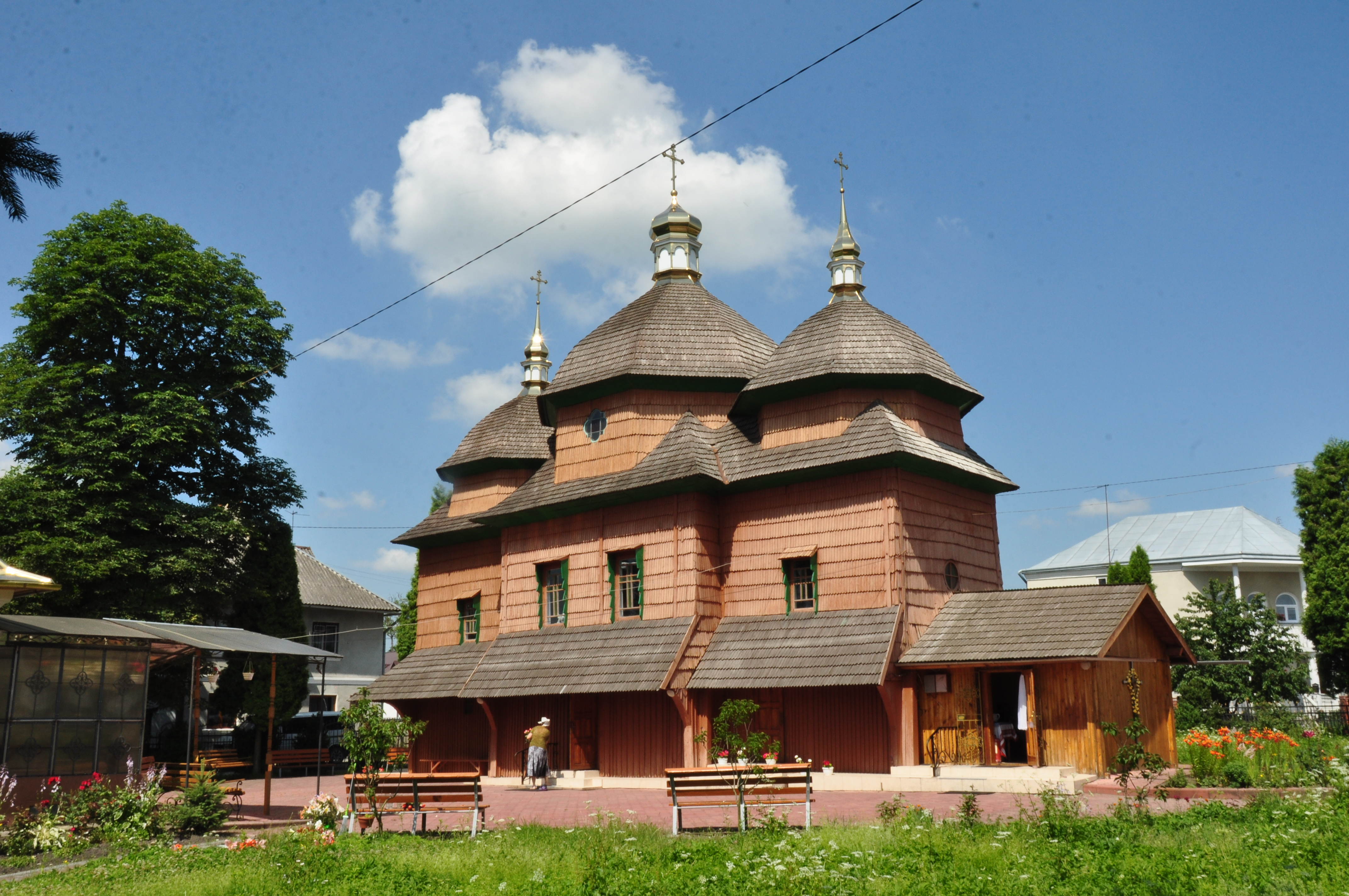
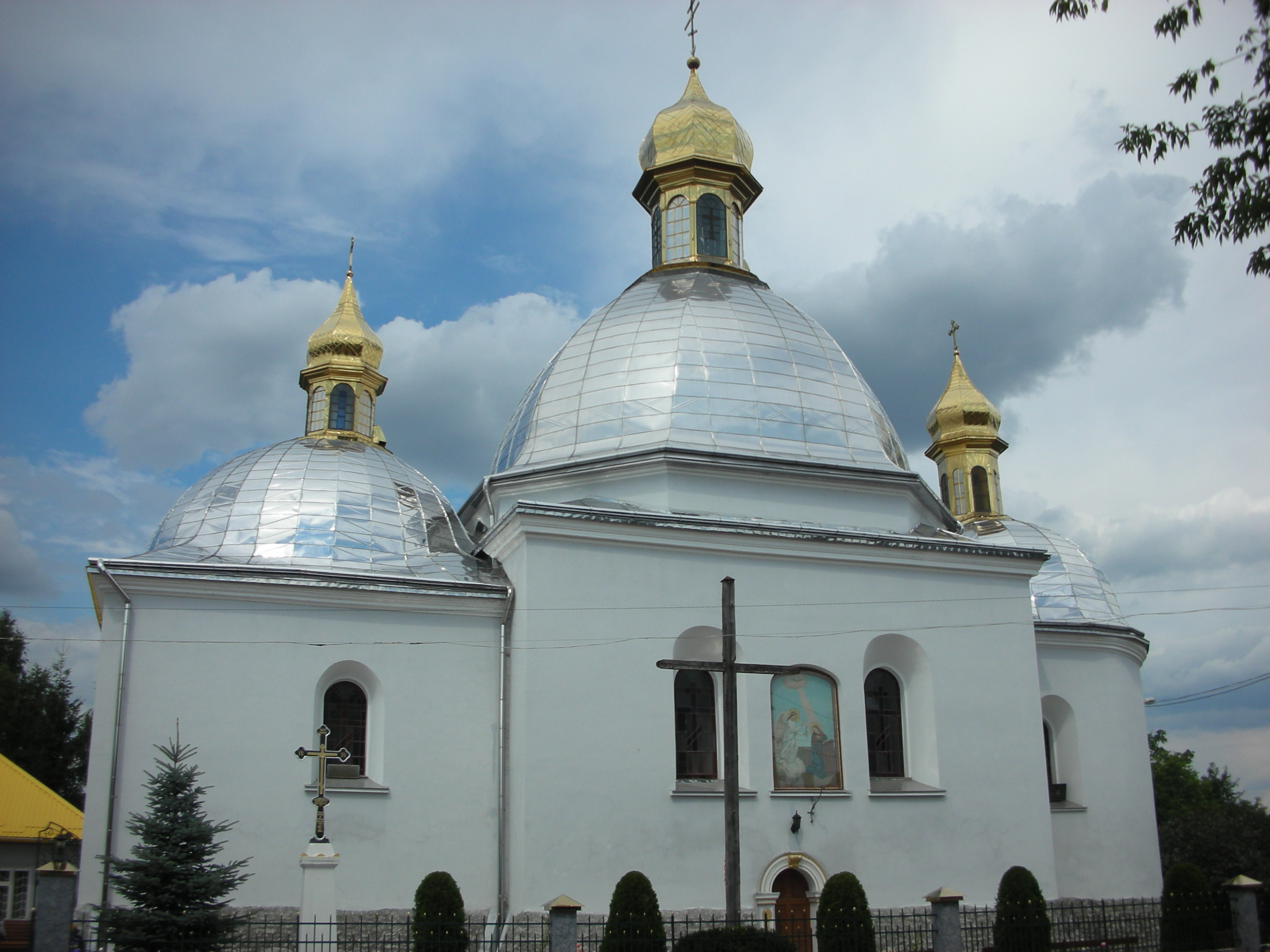
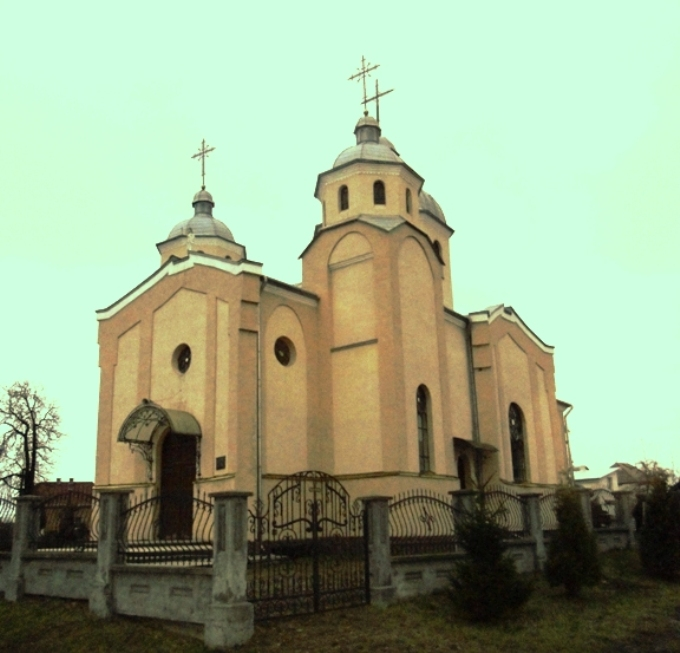
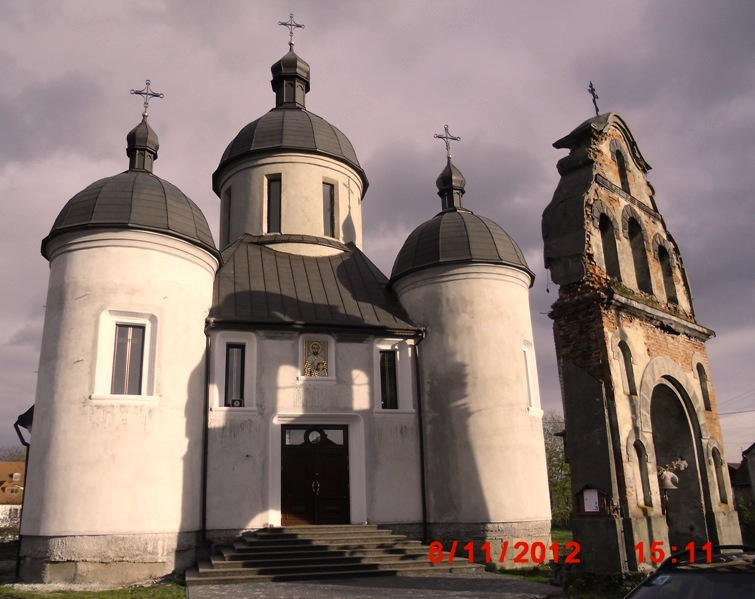
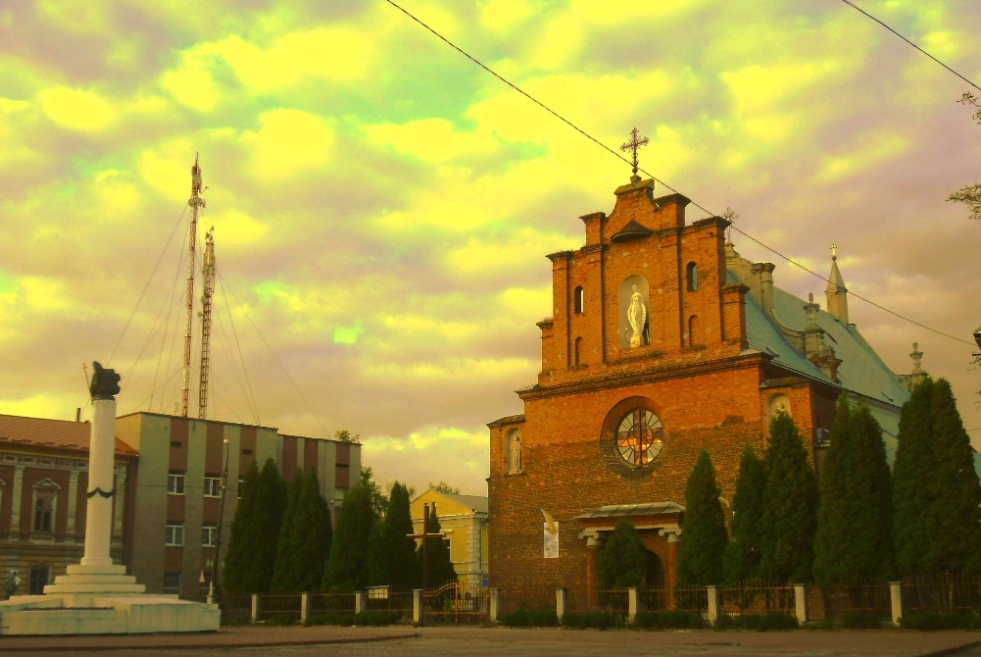
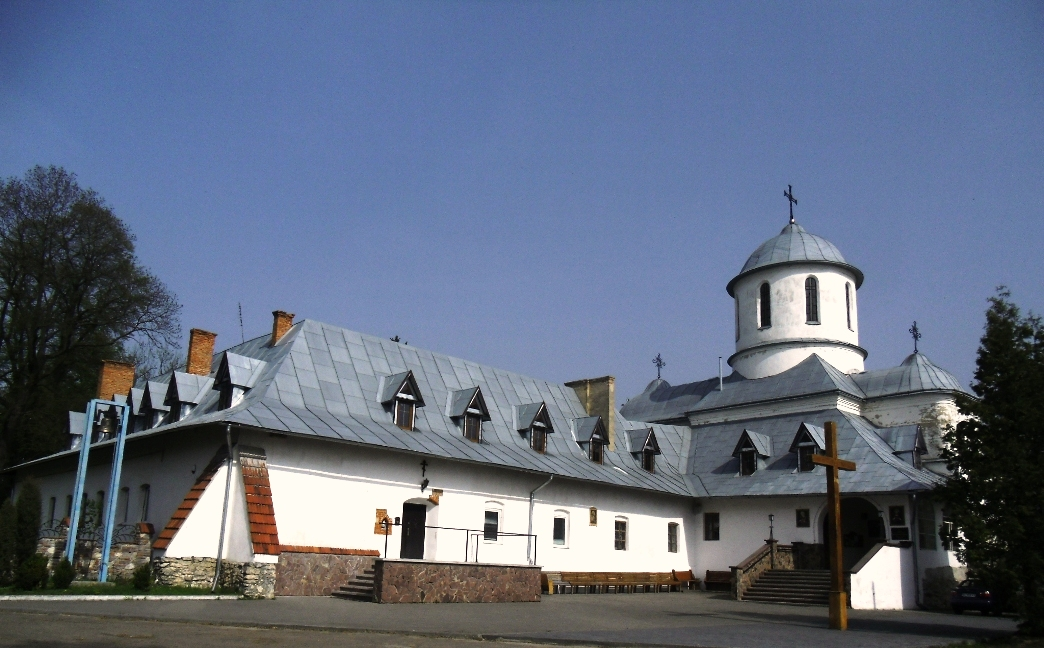